# Sebesi Ernő
Sebesi Ernő névvariáns: Fried (Sebeskellemes, 1893. december 9. – Budapest, 1944. december vége vagy 1944, Mauthausen) magyar orvos, költő, drámaíró, műfordító.

## Életútja
Fried Ignác lókereskedő és Raducziner Cili fia. Eperjesi érettségije után orvosi tanulmányait a Budapesti Tudományegyetemen kezdte, orvosi oklevelét a pozsonyi Erzsébet Tudományegyetemen szerezte meg (1917). Eperjesen orvosként dolgozott. Publikált a Tűz című hetilapban. Származása miatt 1941-ben a szlovákiai zsidóüldözések elől Magyarországra menekült. Vagy Budapest ostroma idején vagy Mauthausenba deportálva halt meg.
Orvosi munkája mellett verseket, novellákat, drámákat írt. Első verseskötete, „A csönd karján" (Eperjes, 1919) Szlovákiában „első hírnöke a kisebbségbe került magyar irodalomnak.” Művei alaphangját többnyire a részvét és a kesernyés kiábrándultság keveredése adja, kedvelte a bizarr ötleteket. Félemberek című drámáját a pozsonyi színházban, Karambol című színdarabját Amerikában, a Haláljátékot a budapesti Kamaraszínházban mutatták be. Versei, novellái, drámái mellett fordított is: cseh, szlovák és német szerzők verseit, illetve prózai munkáit ültette át magyarra.
A végső szó című kötetével kapcsolatban a költőt Bálint György így jellemezte: „Sebesi Ernő különös költő. Tulajdonképpen két külön költő. Az egyik Sebesi Ernő friss, érdekes hangon ír, sok hatásos ötlettel, sok pezsgős szarkazmussal és öngúnnyal. A másik Sebesi Ernő ezzel szemben nagyon szereti a giccset, édeskésen szentimentális, helyenkint laposan érdektelen. (…) Ha csak az egyik Sebesi Ernő írta volna a verskötetet, szép könyv lenne, amit csak dicsérni lehetne.”
Neve szerepel a buchenwaldi koncentrációs tábor áldozatai között.

## Művei
- A csönd karján (versek, Eperjes, 1919)
- Öklös fohász (versek, Bécs, 1921)
- Félemberek (dráma, Eperjes, 1924)
- Karambol (dráma, Rochester, 1926)
- Haláljáték (dráma, 1926)
- A vihar elvonul (versek, Eperjes, 1928)
- A végső szó (versek, Eperjes, 1929)
- Megrúgott emberek (novellák, Kassa, 1929)
- Számadás (versek, Eperjes, 1934)
- Halhatatlanok (Írói arcképek száz szonettben, Budapest, 1943)
- Haláljáték; vál., utószó Csanda Sándor; Madách, Bratislava, 1976

### Műfordításai
- Stefan Zweig: A nagy pillanat (történelmi miniatűrök, Budapest, 1945)[7]
- Stefan Zweig: Bizánc meghódítása (Budapest, 1996)[8]